# Jatani
Jatani é uma cidade e um município no distrito de Khordha, no estado indiano de Orissa.

## Geografia
Jatani está localizada a 20° 10′ N, 85° 42′ L. Tem uma altitude média de 36 metros (118 pés).

## Demografia
Segundo o censo de 2001, Jatani tinha uma população de 54,550 habitantes. Os indivíduos do sexo masculino constituem 52% da população e os do sexo feminino 48%. Jatani tem uma taxa de literacia de 78%, superior à média nacional de 59.5%: a literacia no sexo masculino é de 83% e no sexo feminino é de 72%. Em Jatani, 11% da população está abaixo dos 6 anos de idade.